# Elmina Moissán
Elmina Mois(s)án (* 1897 in Quillota; † 1938 in Santiago de Chile) war eine chilenische Malerin.
Moissán studierte an der Escuela de Bellas Artes in Santiago bei Fernando Álvarez de Sotomayor und zählte zu den Malern der Generacion del Trece. Später nahm sie Unterricht bei Ricardo Richon Brunet. Sie wirkte als Professorin für Bildende Kunst am Liceo de Niñas N° 4. 
1926 heiratete sie den Maler Otto Georgi. 1938 reiste sie nach Lima, um dort zu arbeiten und zu studieren. Bei dieser Reise infizierte sie sich mit Malaria, der sie im gleichen Jahr erlag.
Für ihre Werke wurde Moissán mehrfach ausgezeichnet, u. a. 1929 mit einer Goldmedaille bei der Exposición Ibero-Americana in Sevilla.
1936 fand in der Sala Banco de Chile in Santiago eine Einzelausstellung ihrer Werke statt. Das Museo Nacional de Bellas Artes besitzt die Gemälde Cabeza de Vieja, La Coqueta und Interior, im Besitz der Pinakothek der Universidad de Concepción
befindet sich das Porträt Retrato de una concertista.

## Quelle
- Museo de Bellas Artes - Elmina Moisán

| Personendaten    | Personendaten       |
| ---------------- | ------------------- |
| NAME             | Moissán, Elmina     |
| ALTERNATIVNAMEN  | Moisán, Elmina      |
| KURZBESCHREIBUNG | chilenische Malerin |
| GEBURTSDATUM     | 1897                |
| GEBURTSORT       | Quillota            |
| STERBEDATUM      | 1938                |
| STERBEORT        | Santiago de Chile   |